# Dvojčata

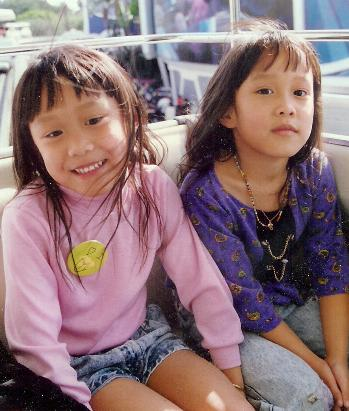
Jednovaječná dvojčata

Dvojčata jsou dva jedinci, kteří vznikli zmnoženým těhotenstvím u člověka nebo jiných savců rodících obvykle jen jedno mládě. Dvojčata mohou být jednovaječná (tj. téměř identická), nebo dvojvaječná. U člověka připadají jedna dvojčata přibližně na 80 porodů. Na vznik zárodku dvojčat mají vliv také dědičné faktory.

## Typy

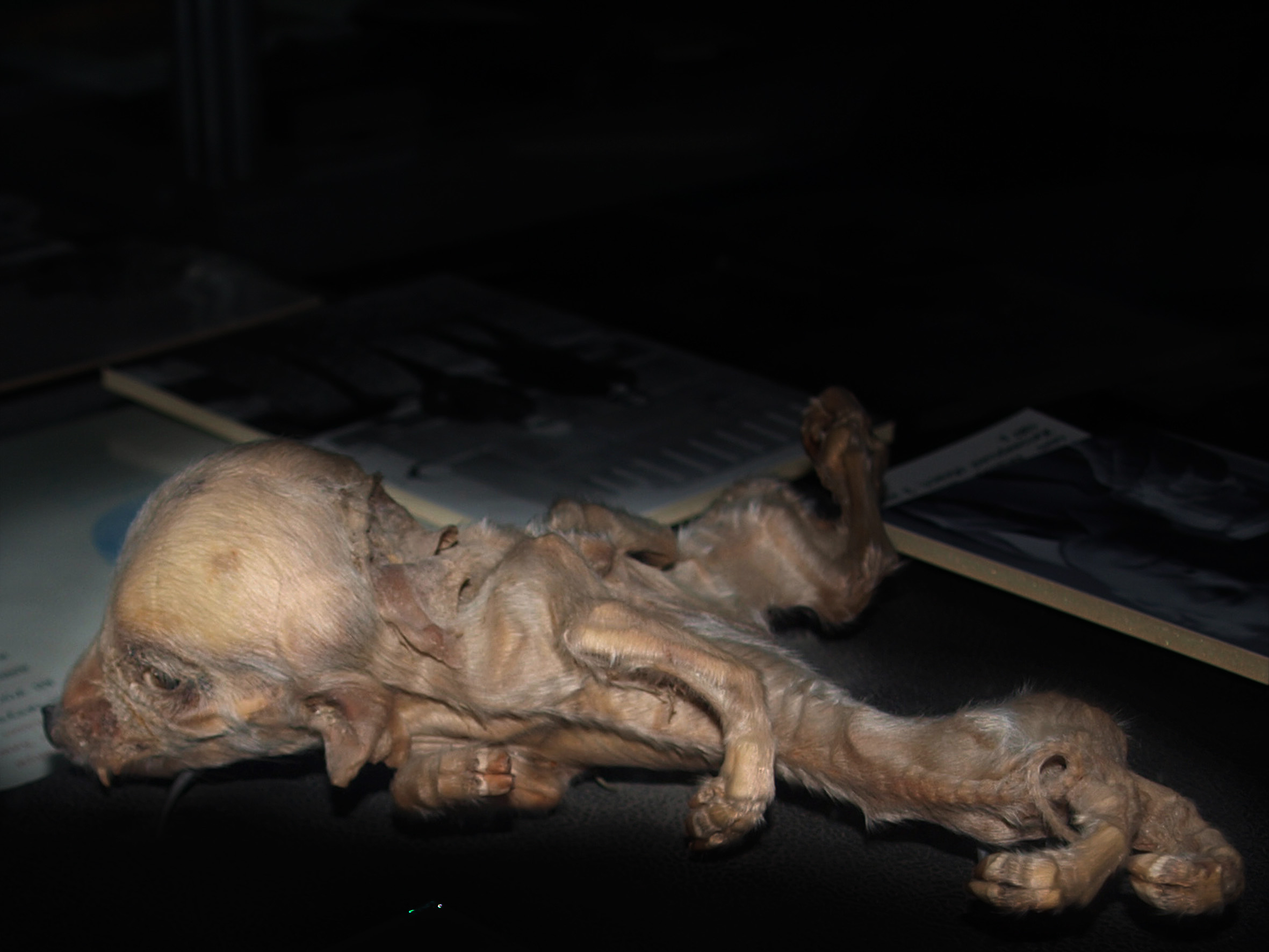
Defektní selátko narozené v Černobylské zóně. Neúplně oddělená hlava u jednovaječných dvojčat.

- jednovaječná – vznikají rozdělením rýhující se zygoty ve dvě části z jednoho oplodněného vajíčka, jsou vždy stejného pohlaví a geneticky téměř totožná
- dvojvaječná – vznikají současným oplozením dvou vajíček, mohou tedy být rozdílných pohlaví a vykazují vzájemnou podobu ve stejné míře jako běžní sourozenci

Je-li dětí ze zmnoženého těhotenství více než dvě, označují se jako vícerčata (trojčata, čtyřčata, paterčata, šesterčata atd.).
Pokud při genezi jednovaječných dvojčat nedojde k úplnému rozdělení zygoty, mohou se vyvinout srostlá, tzv. siamská dvojčata, která různou měrou sdílejí některé části těla. Většinou trpí závažnými problémy a umírají předčasně nebo se ani nenarodí živá.
Parazitické dvojče vzniká tehdy, pokud některý zárodek v děloze zaostává ve vývoji a nakonec je pohlcen (vstřebán) svým sourozencem. Pohlcené dvojče se potom stává „parazitem“, jehož přežití závisí na spojení s hostitelem. Život takového plodu v těle svého sourozence je podobný jako u nádoru: buňky zůstávají životaschopné způsobem normální metabolické aktivity, mohou se vyvíjet různé tkáně, ale neexistuje vědomí. Někdy se parazitické dvojče může projevovat rostoucím břichem, tj. navenek může vypadat podobně jako těhotenství. Může být také přirostlé k tělu sourozence zvenku, pak se vlastně jedná o asymetrickou formu srostlých dvojčat, kdy jedno je vyvinuté jen částečně a nemá vlastní vědomí.
Dvojčata, která během embryogeneze rovnocenně splynou v jednoho jedince, se nazývají chiméra.

## Z historie
- Genetickým výzkumem včetně fenoménu vícerčat se zabývali nacisté v rámci svých experimentů na lidech v koncentračních táborech v době druhé světové války.
- První česká paterčata se narodila dne 2. června 2013 ráno v Praze-Podolí.[2]

## Dvojčata v umění

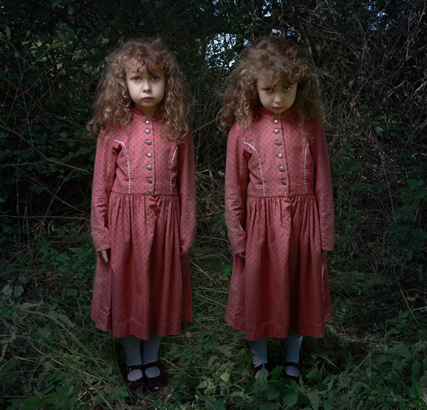
Tereza Vlčková: Two, 2007

Tématem dvojčat se ve fotografickém umění zabývala celá řadu umělců. Hledají například podobu jejich fyzické a duševní stránky. Například Tereza Vlčková ve své sérii Two (Dvojice) vytváří klony a konfrontuje je se skutečnými dvojčaty, s podobným tématem pracují dále Loretta Lux (snímek Sasha a Ruby), Rineke Dijkstra (Chen a Efrat), Diane Arbusová (Identická dvojčata), Dagmar Hochová, Mary Ellen Mark, August Sander, Wendy McMurdo nebo Chantal Michel.

## Známá dvojčata

### V Česku
- Iveta Bartošová a Ivana Bartošová (zpěvačky)
- Kateřina Bártů a Jitka Bártů (scenáristky a producentky)
- Tomáš Došek a Lukáš Došek (fotbalisté)
- Anežka Drahotová a Eliška Drahotová (sportovkyně – atletka a cyklistka)
- Petr Forman a Matěj Forman (umělci – herci a divadelníci, synové Miloše Formana)
- Karolína Plíšková a Kristýna Plíšková (tenistky)
- Jan Saudek a Kája Saudek (umělci – fotograf a kreslíř)
- Jitka Válová a Květa Válová (malířky)
- Jan Vetešník a Ondřej Vetešník (veslaři)
- David Svoboda a Tomáš Svoboda (sportovci – moderní pětibojař a triatlonista)
- Barbora Mudrová a Alena Mudrová (herečky)

### Ve světě
- Romulus a Remus (zakladatelé Říma)
- Jarosław Kaczyński a Lech Kaczyński (polští politici)
- Ashley Fuller Olsen a Mary-Kate Olsen (americké herečky)
- Lisa Origliasso a Jessica Origliasso (skupina The Veronicas)
- Tom Kaulitz a Bill Kaulitz (členové skupiny Tokio Hotel)
- Oliver a James Phelpsovi (Fred a George Weasleyovi v sérii filmů o Harrym Potterovi)
- Elizabeth Mace a Megan Mace (skupina Megan and Liz)
- Lisa a Lena (internetový fenomén)
- Maurice Gibb a Robin Gibb (britští hudebníci, členové Bee Gees)
- Marcus Gunnarsen a Martinus Gunnarsen (norští zpěváci)
- Elle a Iza (internetový fenomén)
- Guillermo Barros Schelotto a Gustavo Barros Schelotto (argentinští fotbalisté a fotbaloví trenéři)
- Henrik Lundqvist a Joel Lundqvist (švédští hokejisté)